# Анновский сельский совет (Верхнеднепровский район)
Анновский сельский совет (укр. Ганнівська сільська рада) — входит в состав
Верхнеднепровского района
Днепропетровской области
Украины.
Административный центр сельского совета находится в 
с. Анновка.

## Населённые пункты совета
- с. Анновка
- с. Заполички
- с. Клин
- с. Мосты
- с. Новосёловка
- с. Поповка

## Ликвидированные населённые пункты совета
- с. Бескроновка